# Cacia andamanica
Cacia andamanica är en skalbaggsart som beskrevs av Stefan von Breuning 1935. Cacia andamanica ingår i släktet Cacia och familjen långhorningar. Inga underarter finns listade.